# Curk
Curk je priimek v Sloveniji, ki ga je po podatkih Statističnega urada Republike Slovenije na dan 1. januarja 2010 uporabljalo 378 oseb in je med vsemi priimki po pogostosti uporabe uvrščen na 947. mesto.

## Znani nosilci priimka
- Barbara Čenčur Curk, geologinja, hidrologinja, prof. NTF
- Franc Curk (*1949), slikar restavrator in konservator, prof. ALUO
- Iva Curk Mikl (1935—2013), arheologinja, konservatorka
- Jože Curk (1924—2017), umetnostni zgodovinar, konservator in muzealec
- Jožica Curk, arhitektka
- Luka Curk, oblikovalec svtlobe
- Lurška Curk Kobilica (1927—2013), umetnostna zgodovinarka (hči Matka C.)
- Mateja Curk, arhitektka
- Matko Curk (1885—1953), stavbenik (mdr. gradil Plečnikove projekte)
- Sandi Curk, poveljnik regijskega štaba Civilne zaščite za Notranjsko, prostovoljec in humanitarec, državljan Evrope 2023
- Tadej Curk, dr. dediščinarstva, kustos Muzeja športa
- Tea Curk Sorta, kiparka in grafičarka
- Tomaž Curk, bioinformatik
- Tončka (Antonija) Curk (1906—1996), mladinska pisateljica (ps. Zvonka Trampuž)
- Vida Curk, kulturna urednica Radia Slovenija-ARS